# Roland zakochany
Roland zakochany (wł. Orlando innamorato) – poemat rycerski Mattea Marii Boiarda, wydany po raz pierwszy w 1483 r.

## Historia powstania utworu
W 1476 Matteo Maria Boiardo wstąpił na służbę księcia Ferrary Ercole d’Este. Dwór w Ferrarze był od dawna ważnym ośrodkiem kultury humanistycznej, a jednocześnie miejscem, gdzie kwitły tradycje rycerskie, nawiązujące do baśniowego świata rycerskich czynów i miłosnych przygód opisanych w poematach cyklów: karolińskiego i bretońskiego. Ponadto biblioteka dworska posiadała obszerny zbiór średniowiecznych romansów rycerskich: toskańskich, franko-weneckich i francuskich. Pod wpływem tej literatury jeszcze w 1476 Boiardo rozpoczął pracę nad Rolandem zakochanym (Orlando inamorato). Pierwsza i druga księga poematu ukazała się drukiem w 1483 i ponownie w 1487 w Wenecji. W 1495, już po śmierci poety, w rodzinnym Scandiano, ukazało się pierwsze kompletne wydanie utworu, przedrukowane w Wenecji w 1506. Do połowy XVI w. poemat miał ponad 20 wydań.
Opowieść Boiarda urywa się na dwudziestej szóstej oktawie dziewiątej pieśni księgi III. Dwie pierwsze liczą łącznie 60 pieśni. Księga ostatnia powstawała bardzo powoli w ostatnim dziesięcioleciu życia poety. W ostatniej zachowanej oktawie oświadcza on, że pisać dalej nie pozwala mu wojna. Rzeczywiście Boiardo zmarł wkrótce po jej wybuchu.

## Treść

### Księga I
Akcja poematu rozgrywa się na rozległych przestrzeniach Europy i Afryki; w opisie geografii tych lądów autor nie jest zanadto skrupulatny, często powtarzając fantazyjne wiadomości z dzieł starożytnych autorów. Utwór rozpoczyna turniej, który wyprawił w Paryżu Karol Wielki z okazji Zielonych Świątek. Zjawia się na nim piękna Angelika, córka króla Kataju (Chin), z bratem Argalią. Przysłał ją ojciec, aby podstępnie pozbawić Karola jego najlepszych rycerzy. Wszyscy się w niej zakochują, a ona ogłasza, że kto pokona Argalię (wyposażonego w zaklęty oręż), otrzyma ją samą w nagrodę. Natomiast pokonani przez Argalię staną się niewolnikami zwycięzcy. Chrześcijańskiemu czarodziejowi Malagisie udaje się, dzięki księdze czarów odkryć plan rodzeństwa. Próbuje zabić śpiącą Angelikę, nie wie jednak, że chroni ją zaczarowany pierścień. Podczas szamotaniny Angelika przechwytuje księgę czarów Malagisy i nakazuje posłusznemu jej diabłu przenieść czarodzieja do Kataju. Argalia strąca zaczarowaną lancą z konia Astolfa. Kolejny przeciwnik, Ferraguto zrzucony z konia walczy jednak dalej na miecze, bez lancy Argalia nie potrafi go pokonać i skłonny jest nawet oddać mu siostrę. Angelice nie podobają się jednak bruneci. Umawia się więc z bratem w Lesie Ardeńskim i dzięki czarodziejskiemu pierścieniowi znika z oczu rycerzy. W pogoń za nią ruszają krewniacy Roland i Ranald oraz Ferraguto. Do lasu zmierza też Argalia. Turniej tymczasem trwa dalej. Sukcesy święci w nim najpierw Grandonio, pokonuje go jednak, dzięki zaczarowanej lancy Argalii, Astolfo, który z kolei zostaje podstępem pokonany przez wiarołomnego Gana.
Tymczasem piątka bohaterów błąka się po Lesie Ardeńskim. Ranald gasi pragnienie z zaczarowanego źródła nienawiści i nabiera odrazy do Angeliki, ona natomiast pije wodę miłości i zakochuje się w Ranaldzie. Ferraguto natyka się w lesie na Argalię, wyzywa go na pojedynek i przez szparę w zaczarowanej zbroi zadaje mu śmiertelny cios. Nieco dalej natyka się na Rolanda trzymającego w objęciach śpiącą Angelikę. Nim jednak zdąży dojść do pojedynku przed Ferragutem staje Flordespina i wzywa go do powrotu na dwór Karola Wielkiego. Gradasso, król Serikany, wdarł się przez Gibraltar do Hiszpanii i próbuje oderwać ją od Francji. Ferraguto i Ranald natychmiast wyruszają na wojnę. Tymczasem Gradassowi udaje się zająć większą część Hiszpanii. O losie wojny ma rozstrzygnąć pojedynek między Gradassem a Ranaldem. Nim jednak dojdzie do pojedynku Angelika obiecuje Malagisie wolność w zamian za sprowadzenie Ranalda na zaczarowaną wyspę. Czarodziej finguje pojedynek, w którym w Gradassa wciela się diabeł Draginazzo. W czasie pojedynku Ranald wstępuje za uciekającym przeciwnikiem na statek, który uwozi go na zaczarowaną wyspę.
Angelika nie może do niego dotrzeć, oblężona w Albraka, przez Tatarów zakochanego w niej króla Agrikana. Tatarskiego króla zabija w pojedynku Ranald, umierający przyjmuje wiarę chrześcijańską. Tymczasem Ranaldowi udaje się uciec z wyspy, spieszy więc, by ostrzec Rolanda przed Angeliką. Między krewniakami dochodzi do starcia, które zażegna Angelika, wysyłając Rolanda przeciw czarodziejce Fallerinie. Roland i Ranald ponownie zakochują się w Angelice, jej wszakże stają się obojętni.

### Księga II
W księdze II wątek miłosny schodzi na dalszy plan. Król afrykański Agramant, pragnąc pomścić śmierć ojca Trajana, zabitego przez Francuzów, wyrusza, wraz z władającymi Hiszpanią Arabami, przeciw Karolowi Wielkiemu. Towarzyszą mu mocarz Rodomont i muzułmanin Roger, któremu bezskutecznie próbował uniemożliwić udział w wojnie jego wuj, czarownik Atlant. Ranald powraca do Francji, aby wziąć udział w wojnie. Za nim podąża ponownie w nim zakochana Angelika, za Angeliką Roland. W drodze powrotnej Ranald pije jednak ze źródła miłości, a Angelika ze źródła nienawiści. Cesarz Karol powierza Angelikę księciu Naimo. Będzie należała do tego z zalotników, który zabije największą liczbę wrogów. Paryż wpada jednak w ręce oblegających, a Angelika ponownie ucieka.

### Księga III
Niedokończona księga III opowiada o miłości Rogera i wojowniczki Bradamanty, siostry Ranalda.

## Bohaterowie poematu

### Roland
W utworze Boiarda Roland nie jest już podporą monarchii, bohaterem własną piersią osłaniającym odwrót wojsk Karola Wielkiego w wąwozach Roncevaux, dla którego miłość jest słabostką kobiet i wyrostków. Oszołomiony miłością do Angeliki rycerz błaga Boga, aby złote lilie francuskie zostały zniszczone, a Karol Wielki zniknął z całą swą drużyną, gdyż tylko tak może zdobyć ukochaną. Nie jest on jednak również rycerzem dworu Estów - grzecznym, układnym, znającym serca niewieście, ale dzikim olbrzymem o sercu wybuchającym gwałtownymi uczuciami, dziwnie jednak naiwnym zwłaszcza względem kobiet. Gwałtowny w boju, tak że aż strach na niego patrzeć, wobec Angeliki staje się niezgrabnym i nieśmiałym. Gdy wraca z więzienia w Dragontino, Angelika pomaga mu zdjąć pancerz, przyrządza mu kąpiel, naciera ciało oliwą i pokornego w jej ręku jak baranek kładzie spać.
Obok naiwności i brutalnej siły Roland przejawia kult renesansowej wiedzy. Gdy król Agrikan stwierdza, że zajmowanie się naukami jest zajęciem niegodnym rycerza i przechwala się jak to za młodu rozpłatał głowę swojemu nauczycielowi, który mu się naprzykrzał chcąc go nauczyć sztuki czytania i pisania, Roland staje w obronie wiedzy, która zdobi rycerza jak kwiat łąkę, a serce i myśli podnosi ku Stwórcy, kto nią pogardza podobny jest jego zdaniem do kamienia, kawałka drewna albo ciężkiego wołu. Wpływ kultury nie odciska się jednak szczególnie na bohaterze: na jedno oko zezuje, gęste, najeżone brwi sterczą mu jak u rysia, śpiąc chrapie tak, że mury się trzęsą, zębami gryzie paznokcie i z daleka czuć go potem.

### Angelika
Główną bohaterką poematu, rządzącą męskim światem, jest Angelika. Gdziekolwiek się pojawi podbija wszystkie męskie serca. Kiedy zjawia się na uczcie królewskiej w Paryżu jak gwiazda poranna, jak lilia w ogrodzie, jak róża w gaju i ogłasza, że odda swą rękę temu, kto pokona w turnieju jej brata, wszyscy chcą się bić. Szczęśliwy Ferragu ma walczyć pierwszy, Roland dopiero trzydziesty. W Angelice przedstawia Boiardo damy esteńskiego dworu: zalotne, niestałe, przewrotne, których musiał niemało poznać. Malując jej charakter mści się za niewierność Caprary. Jej miłość trwa zaledwie chwilę. Ferragu nie podoba się jej, gdyż ma czarne włosy, wkłada więc na palec czarodziejski pierścień i znika z turnieju, gdzie miała być główną nagrodą. Jej wygląd odpowiada jej charakterowi, mimo słodkiego i ujmującego spojrzenia, w chwili, gdy nie potrzebuje już Rolanda, posyła go do czarownicy Morgany, sądząc, że tam zginie.

### Pozostali bohaterowie
Przeciwieństwem Angeliki w poemacie jest królowa Marfiza: bohaterska, dumna, odważna, piękna, silna jak mężczyzna. Nie walczy zalotnością i wdziękiem, ale bronią i pięścią. Gdy uderza pięścią Rolanda, krew tryska mu z ust i uszu. Zawzięta na Karola Wielkiego przysięga, że nie zdejmie zbroi dopóki nie weźmie cesarza do niewoli.
Rycerski ideał w poemacie uosabia nie Roland, ale Saracen Brandimarte. Poeta ze szczególną sympatią ukazał postać odważnego a zarazem dwornego rycerza, nawróconego na wiarę chrześcijańską przez Rolanda w więzieniu. Rycerskość, la cavalleria, stoi w hierarchii Boiarda przed religią zrównując mahometanina z chrześcijaninem i czyniąc Saracena jedną z najsympatyczniejszych postaci w utworze.
Pomiędzy dzikim Ronaldem a dwornym Brandimartem stoi Ranald, paladyn, olbrzym niesłychanej siły, który w pojedynku zadaje Rolandowi taki cios, że gdyby nie stalowy hełm to by mu wepchał mózg do gęby. Powinowatym Ranalda jest Roger, młodzieniec szlachetnego rodu, w którego żyłach po ojcu płynie krew Aleksandra Wielkiego, a po matce krew bohatera spod Troi, Hektora. Roger zakochuje się w siostrze Ranalda, poślubia ją, a ona staje się matką Estów. Boiardo idzie tu za Tito Strozzim i Priscianusem, którzy w ten sposób  zwalczali uwłaczającą Estom tradycję, jakoby ich praojcem był zdrajca z wąwozu Roncesvalle, Gano.

## Znaczenie

### Rola miłości
O oryginalności poematu Boiarda stanowi przede wszystkim rola przypisywana miłości. Roland, który wszystkich zwycięża, sam zostaje zwyciężony przez miłość, siłę napędową ludzkiej egzystencji, podporządkowaną jedynie wyrokom losu. W inwokacjach poeta nie zwraca się, tak jak jego poprzednicy, do Matki Boskiej lub do Muz, ale do Wenery. Podstawową rolę w poemacie odgrywają źródła w Lesie Ardeńskim. O ile jednak woda nienawiści nie jest zjawiskiem naturalnym, ponieważ wytryskuje z alabastrowej fontanny, wykonanej niegdyś przez czarnoksiężnika Merlina, to woda miłości nie jest zaczarowana, wypływa w naturalny sposób z ziemi, gdyż miłość jest siłą naturalną. Sprzeczność między dwoma źródłami odpowiada dwóm płaszczyznom akcji: baśniowej wypełnionej paladynami, smokami i zaczarowanymi zamkami, do której należy również czarownik Merlin, i medytacyjnej: refleksji nad życiem, która skłoniła Boiarda do podjęcia trudu napisania poematu.

### Synteza
Historycy literatury włoskiej podkreślają również, że Boiardo dokonał swego rodzaju syntezy dwóch cyklów romansowych średniowiecza: karolińskiego i bretońskiego. Dzieło jego czerpie z dokonań poprzedników: Andrei da Barberino, anonimowych: Cantar d’Orlando i Spagna in rima, a zwłaszcza z Morganta Pulciego i wydanej w tym czasie Tezeidy Boccaccia. Tworzywo dostarczone mu przez francuski i włoski romans rycerski zasilił dodatkowo elementami literatury łacińskiej (szczególnie wyraźnie są nawiązania do Przemian Owidiusza), tworząc szczytowe osiągnięcie kultury ferraryjskiej XVI wieku.
W poemacie widoczne są też ślady lektur Dekameronu Boccaccia i Boskiej komedii Dantego. Boiardo często wplata w intrygę poematu nowele, które postaci opowiadają o innych albo o sobie. Przeważają opowiadania autobiograficzne jak dzieje księżniczek Doristelli (ks. II, pieśń 24) i Leodilli (ks. I, pieśń 21-22), nawiązujące do VII Dnia Dekameronu, i do tekstów klasycznych (Apulejusza i Owidiusza). Czasami nowelę opowiada narrator, który ją usłyszał od jednego z bohaterów poematu (historia Kalidory i Labrina opowiedziana przez Kalidorę Rolandowi; II, 17). Zdarzają się nowele spisane, które odczytują bohaterowie utworu (Roland czyta spisane krwią dzieje Trufaldina, Albarosy i Polinda; I, 13). Opowiadania te przeważnie nawiązują do akcji utworu. Nie brak w poemacie nowel przedstawionych w postaci malowideł jak historia Circelli na ścianach pałacu Dragontiny (I,6) czy mit Ganimeda na ścianach pałacu Źródła Czarodziejki. Malowidła przedstawiają genealogię władców: w Bizercie w siedzibie Argamanta przedstawione zostały czyny Alrksandra Macedońskiego, od którego wywodził on swój ród, a na ścianie pałacu czarodziejki Febosilli dzieje książąt d’Este, których przodkiem jest Roger.

## Recepcja

### Spór o Rolanda
W 1491 roku z okazji pobytu Izabeli d’Este Gonzagi w Mediolanie wywiązał się spór pomiędzy nią a Galeazzo Viscontim o to, który z paladynów Karola Wielkiego, Roland czy Ranald zasługuje na palmę pierwszeństwa. Markiza i Visconti płynęli akurat barką z Pawii, Izabela tak się rozzłościła, że zaczęła na cały głos krzyczeć: Ranald! Ranald! Nie rozstrzygnęło to jednak sporu. Po wyjeździe Izabeli był kontynuowany korespondencyjnie. Galeazzo, broniąc Rolanda, wyrażał nadzieję, że Izabela uzna z czasem, że nie warto bronić takiego zdrajcy i zbrodniarza jak Ranald. Markiza groziła z kolei swemu przeciwnikowi, że jeśli będzie takie obelgi rzucał na jej ulubieńca, nie dostąpi odpuszczenia grzechów w dniu Wielkiejnocy. Spór przyczynił się do powstania dwóch stronnictw w Mediolanie i Mantui. Losy tej literackiej wojny opiewał w sonetach nadworny poeta Ludwika Sforzy, Bellincione. Poeta przeszedł na stronę Rolanda i namawiał markizę, by zmieniła zdanie i przyznała się do błędu, mylić się jest bowiem rzeczą ludzką.

### Opracowania
Ogromna popularność poematu Boiarda sprawiła, że wkrótce po jego śmierci pośledni pisarz Niccolò degli Agostini podjął się dokończenia utworu, dopisując do niego trzy pełne księgi, wydawane potem wielokrotnie wraz z oryginałem bądź osobno. Sporym powodzeniem cieszył się też romans Francesca Bella zwanego Cieco, poety mantuańskiego, pod tytułem Mambriano, napisany w latach 1490-1496, osnuty na motywach Rolanda zakochanego.
Istotniejsze dla recepcji Rolanda zakochanego okazało się opracowanie przez Francesca Berniego toskańskiej wersji poematu (wydanej w 1542 roku). Boiardo napisał swój poemat językiem szorstkim, pełnym prowincjonalizmów. Już Aretino pisał o Rolandzie zakochanym, że jest to poemat o heroicznej piękności, ale trywialnie napisany i przedstawiony w plebejskich słowach dawnych czasów. Berni, zdolny poeta, nie ograniczył się do zmian językowych rugujących północnowłoskie naleciałości. Wprowadził nowe postaci, aluzje do bieżących wydarzeń, a nawet wątki autobiograficzne. Jego tekst zyskał dużą poczytność w XVIII wieku. Wcześniej wielkim powodzeniem cieszyła się inna toskańska wersja poematu opracowana przez Ludovica Domenichiego (1545). Domenichi, choć wierniejszy oryginałowi, również nie ograniczył się do opracowania ortografii i fonetyki, w swojej wersji poematu modyfikował budowę oktaw oraz usunął strofy, które uznał za nazbyt erotyczne. Oryginalny tekst Boiarda wznowiono ponownie dopiero w 1830 roku